# アフリカオオバン

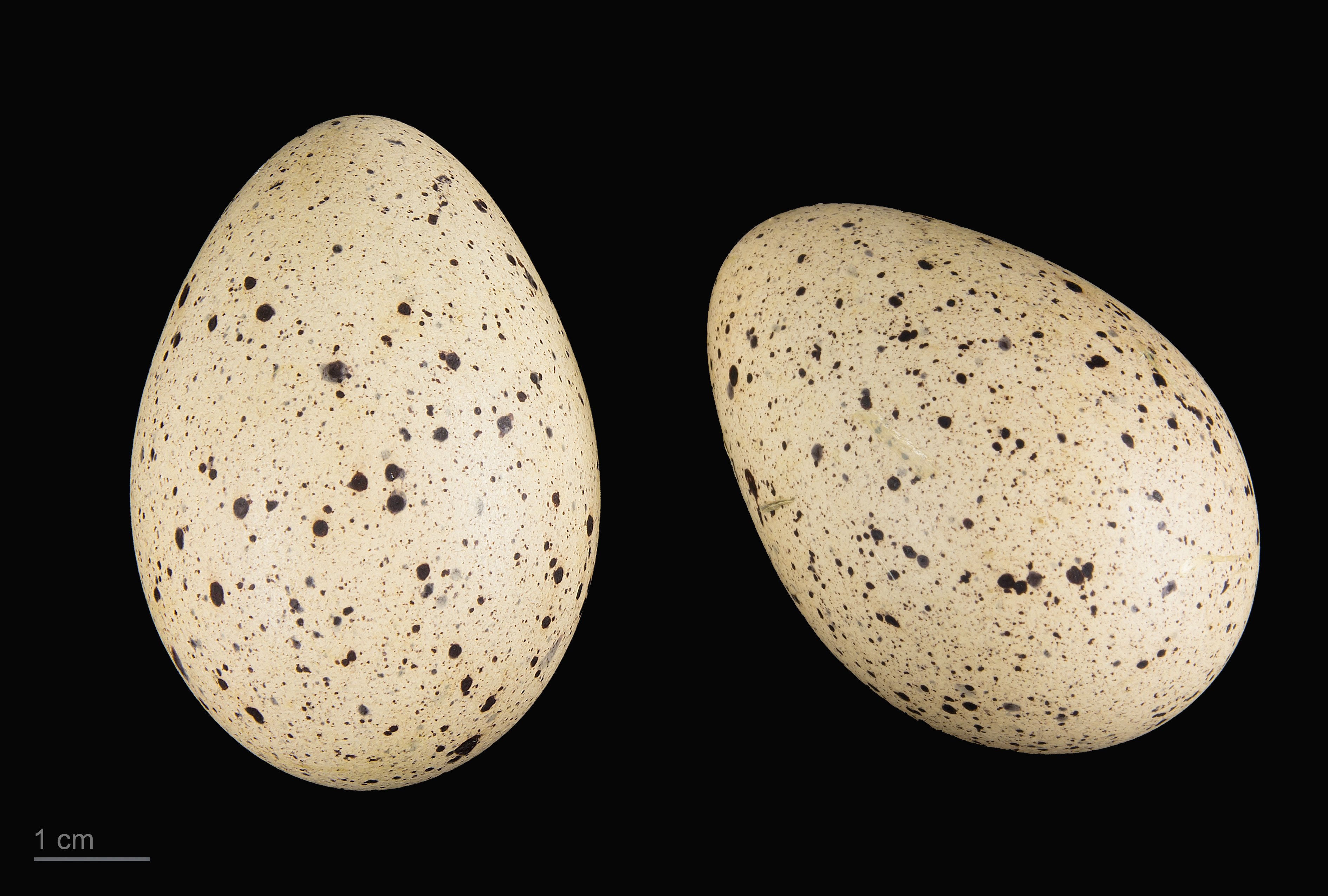
Fulica cristata

アフリカオオバン(学名：Fulica cristata) は、ツル目クイナ科に分類される鳥類の一種である。

## 分布
スペイン南部、モロッコとアフリカ東部（エチオピアから南アフリカまで）、及びマダガスカル、アンゴラに分布する。

## 形態
体長約38cm。全身は黒色で、背中の羽毛は青い光沢をおびる。額にはくちばしが延長したような「額板」があり、額板と嘴は白色である。繁殖期には額板の上部に2つの赤い球形の瘤状の突起ができ、よく目立つ。非繁殖期には突起は小さくなり、色も鈍くなる。脚は灰色または緑褐色である。

## 生態
湖沼や池などの開けた水辺や大きな河川に生息する。習性はオオバンとよく似ている。
主に水生植物を食べる他、昆虫類、軟体動物、甲殻類なども捕食する。
水草の中に営巣し、1腹3-11個の卵を産む。抱卵期間は18-25日で、雌雄協同で抱卵する。